# 월드 솔라카 랠리
월드 솔라카 랠리(일본어: ワールド・ソーラーカー・ラリー, 영어: World Solarcar Rally, WSR)는 아키타현 오가타촌 솔라 스포츠 라인에서 열리는 태양광 자동차 경주이다.